# Norman Cabrera
Norman Cabrera (Buenaventura, Valle del Cauca, Colombia; 23 de junio de 1989) es un Exfutbolista colombiano.

## Trayectoria
Se formó en las divisiones inferiores del América de Cali entre los años 2004 y 2005. A principios de 2006 fue prestado al Girardot Fútbol Club, club de la Categoría Primera B colombiana, debutó como profesional y jugó algunos partidos en ese semestre. 
A mediados de aquel año, con tan sólo 17 años de edad fue transferido al club Deportivo Quevedo de Ecuador, equipo en el que tuvo pocas oportunidades. 
Regresó a Colombia a inicios de 2007 para vincularse al América de Cali, club donde se había formado compartiendo camerino con Duván Zapata y Adrián Ramos. En el equipo caleño no fue tomado en cuenta , a pesar de que estuvo hasta mediados del 2009. Entonces, decidió irse al fútbol venezolano a mediados de este año, 2009 al club Atlético El Vigía, donde salió goleador de la liga venezolana, anotando 20 goles en la temporada 2009/2010. Esto le valió ser transferido al Trujillanos Fútbol Club a mediados de 2010. Sin embargo, tuvo una lesión que le arruinó el resto de la temporada. 
En febrero de 2011 es fichado por Millonarios. En el club bogotano jugó algunos partidos del Torneo Apertura y de la Copa Colombia. En el mes de julio es finalizado su contrato con el club embajador. Posteriormente regresa a Venezuela para jugar con el Estudiantes de Mérida. A final del año, regresa para jugar con el Atlético El Vigía en la temporada 2012.
Para temporada 2016 es contratado por Deportivo Coopsol para afrontar la segunda división peruana.
Para enero de 2019 es contratado en el Platense de Honduras junto con su compatriota Andrés Felipe Pineda.

## Clubes
| Club                  | País       | Año         |
| Inferiores            | Inferiores | Inferiores  |
| --------------------- | ---------- | ----------- |
| América de Cali       | Colombia   | 2004 - 2005 |
| Profesional           |            |             |
| Girardot FC           | Colombia   | 2006        |
| Deportivo Quevedo     | Ecuador    | 2006        |
| América de Cali       | Colombia   | 2007 - 2009 |
| El Vigía              | Venezuela  | 2009 - 2010 |
| Trujillanos           | Venezuela  | 2010        |
| Millonarios           | Colombia   | 2011        |
| Estudiantes de Mérida | Venezuela  | 2011        |
| El Vigía              | Venezuela  | 2012        |
| La Equidad            | Colombia   | 2013        |
| El Vigía              | Venezuela  | 2013        |
| Real Cartagena        | Colombia   | 2014        |
| Boyacá Chicó          | Colombia   | 2015        |
| Tucanes de Amazonas   | Venezuela  | 2015        |
| Deportivo Coopsol     | Perú       | 2016        |
| Estudiantes Caracas   | Venezuela  | 2017 - 2018 |
| Angostura             | Venezuela  | 2018        |
| Platense              | Honduras   | 2019        |

## Estadísticas
| Club                              | Div.       | Temporada | Liga  | Liga  | Copa Nacional | Copa Nacional | Copa Internacional | Copa Internacional | Total | Total |
| Club                              | Div.       | Temporada | Part. | Goles | Part.         | Goles         | Part.              | Goles              | Part. | Goles |
| --------------------------------- | ---------- | --------- | ----- | ----- | ------------- | ------------- | ------------------ | ------------------ | ----- | ----- |
| América de Cali · Colombia        |            |           |       |       |               |               |                    |                    |       |       |
| 1.ª                               | 2008/09    | 5         | 0     | -     | -             | -             | -                  | 5                  | 0     |       |
| Total club                        | Total club | 5         | 0     | 0     | 0             | 0             | 0                  | 5                  | 0     |       |
| El Vigía · Venezuela              |            |           |       |       |               |               |                    |                    |       |       |
| 1.ª                               | 2009/10    | 30        | 20    | -     | -             | -             | -                  | 30                 | 20    |       |
| 1.ª                               | 2011/12    | 17        | 4     | -     | -             | -             | -                  | 17                 | 4     |       |
| 1.ª                               | 2012/13    | 16        | 12    | -     | -             | -             | -                  | 16                 | 12    |       |
| 1.ª                               | 2013/14    | 21        | 5     | -     | -             | -             | -                  | 21                 | 5     |       |
| Total club                        | Total club | 84        | 41    | 0     | 0             | 0             | 0                  | 84                 | 41    |       |
| Trujillanos · Venezuela           |            |           |       |       |               |               |                    |                    |       |       |
| 1.ª                               | 2010-ll    | 9         | 1     | -     | -             | 1             | 0                  | 10                 | 1     |       |
| Total club                        | Total club | 9         | 1     | 0     | 0             | 1             | 0                  | 10                 | 1     |       |
| Millonarios · Colombia            |            |           |       |       |               |               |                    |                    |       |       |
| 1.ª                               | 2011-l     | 1         | 0     | 5     | 0             | -             | -                  | 6                  | 0     |       |
| Total club                        | Total club | 1         | 0     | 5     | 0             | 0             | 0                  | 6                  | 0     |       |
| Estudiantes de Mérida · Venezuela |            |           |       |       |               |               |                    |                    |       |       |
| 1.ª                               | 2011-ll    | 13        | 5     | -     | -             | -             | -                  | 13                 | 5     |       |
| Total club                        | Total club | 13        | 5     | 0     | 0             | 0             | 0                  | 13                 | 5     |       |
| La Equidad · Colombia             |            |           |       |       |               |               |                    |                    |       |       |
| 1.ª                               | 2013-l     | 5         | 0     | 4     | 0             | -             | -                  | 9                  | 0     |       |
| Total club                        | Total club | 5         | 0     | 4     | 0             | 0             | 0                  | 9                  | 0     |       |
| Real Cartagena · Colombia         |            |           |       |       |               |               |                    |                    |       |       |
| 2.ª                               | 2014       | 11        | 1     | 2     | 1             | -             | -                  | 13                 | 2     |       |
| Total club                        | Total club | 11        | 1     | 2     | 1             | 0             | 0                  | 13                 | 2     |       |
| Boyacá Chicó · Colombia           |            |           |       |       |               |               |                    |                    |       |       |
| 1.ª                               | 2015-l     | 7         | 0     | 4     | 1             | -             | -                  | 11                 | 1     |       |
| Total club                        | Total club | 7         | 0     | 4     | 1             | 0             | 0                  | 11                 | 1     |       |
| Tucanes de Amazonas · Venezuela   |            |           |       |       |               |               |                    |                    |       |       |
| 1.ª                               | 2015-ll    | 5         | 0     | 4     | 0             | -             | -                  | 9                  | 0     |       |
| Total club                        | Total club | 5         | 0     | 4     | 0             | 0             | 0                  | 9                  | 0     |       |
| Deportivo Coopsol · Perú          |            |           |       |       |               |               |                    |                    |       |       |
| 2.ª                               | 2016       | 6         | 0     | -     | -             | -             | -                  | 6                  | 0     |       |
| Total club                        | Total club | 6         | 0     | 0     | 0             | 0             | 0                  | 6                  | 0     |       |
| Estudiantes Caracas · Venezuela   |            |           |       |       |               |               |                    |                    |       |       |
| 2.ª                               | 2017       | 14        | 7     | 3     | 1             | 1             | 0                  | 18                 | 8     |       |
| 1.ª                               | 2018-l     | 14        | 1     | -     | -             | -             | -                  | 14                 | 1     |       |
| Total club                        | Total club | 28        | 8     | 3     | 1             | 1             | 0                  | 32                 | 9     |       |
| Angostura · Venezuela             |            |           |       |       |               |               |                    |                    |       |       |
| 2.ª                               | 2018-ll    | 1         | 1     | 2     | 0             | -             | -                  | 3                  | 1     |       |
| Total club                        | Total club | 1         | 1     | 2     | 0             | 0             | 0                  | 3                  | 1     |       |

## Palmarés

### Campeonatos nacionales
| Título              | Club            | País     | Año  |
| ------------------- | --------------- | -------- | ---- |
| Torneo Finalización | América de Cali | Colombia | 2008 |